# Olbia Challenger 2002
L'Olbia Challenger 2002 è stato un torneo di tennis facente parte della categoria ATP Challenger Series nell'ambito dell'ATP Challenger Series 2002. Il torneo si è giocato a Olbia in Italia dal 18 al 24 marzo 2002 su campi in terra rossa.

## Vincitori

### Singolare
Didac Perez-Minarro ha battuto in finale  Leonardo Olguín con il punteggio di 2–6, 6–4, 6–3

### Doppio
Filippo Messori /  Vincenzo Santopadre hanno battuto in finale  Sergi Bruguera /  Juan Antonio Marín con il punteggio di 3–6, 6–4, 6–4